# Meseta de Somuncurá

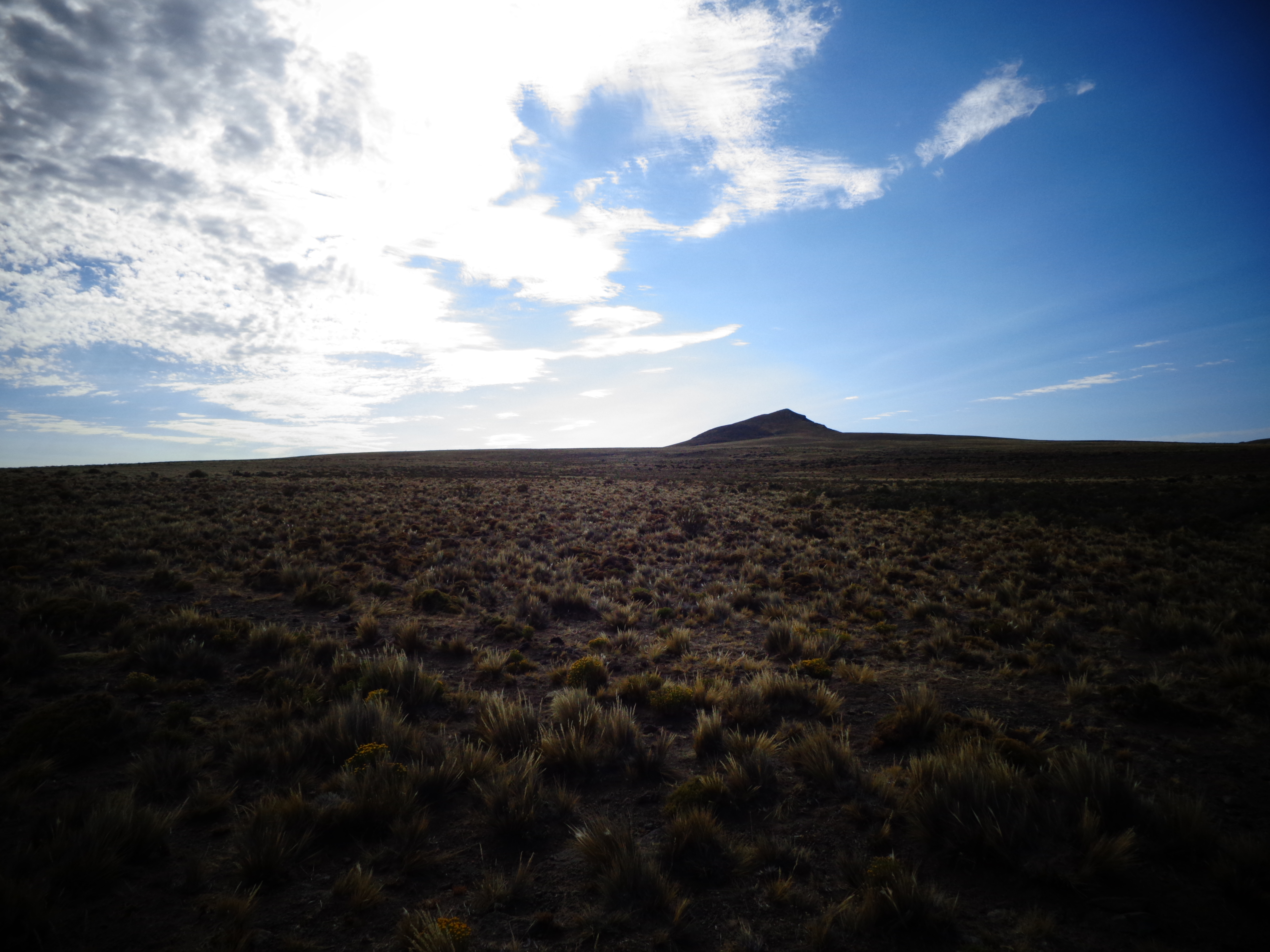
Cerro Puntudo. Meseta de Somuncurá

La meseta de Somuncurá ocupa un vasto territorio de unos 25 000 km² del sector meridional de los departamentos 9 de Julio y Valcheta, pertenecientes a la provincia de Río Negro, y del sector septentrional del departamento Telsen, perteneciente a la provincia del Chubut, en el ámbito subregional de la Patagonia extraandina, dentro de la República Argentina.
Dentro de esa gran superficie la provincia de Río Negro estableció un área natural protegida de unas 1.600.000 ha (lo que la convierte en la segunda reserva natural del país por su extensión), que corresponden a las ecorregiones monte de llanuras y mesetas y estepa patagónica, en torno a la posición 41° 21' latitud Sur y 67° 04' longitud Oeste. La localidad más cercana es Valcheta, cabecera del departamento homónimo.

## Geografía
Es una altiplanicie basáltica, con relieves de conos volcánicos, sierras y cerros que se acercan a los 1900 m s. n. m., como el cerro Corona, intercalados con lagunas temporarias y arcillosas. Esta estructura geológica se encuentra ubicada a más de 1000 metros sobre el nivel del mar.
La meseta es una formación con varios cañadones - llamados localmente rincones -, por donde bajan los arroyos que los provocaron.
En tiempos pasados, la meseta fue cubierta en varias oportunidades por el mar. Muestra de ello son los restos de bivalvos y fauna marina que en ella se encuentran y las formas que las aguas tallaron en sus taludes, formando golfos, cabos, puntas y bahías, hoy secas.
Su red hídrica proyecta caudales hacia las tierras más bajas y sedientas de su alrededor, como sucede con las aguas de los arroyos Cona-Niyeu, Verde, de la Ventana, de los Berros, Corral Chico, Tembrao, Valcheta, Salado, Treneta, Seco-Yaminué, Telsen o Comicó.

## Área natural protegida provincial
La región de Somuncurá reviste de interés geomorfológico, geológico, climático, biológico y ecológico, y de características únicas en Río Negro y en la Patagonia.
El área es de gran interés biológico por la existencia de especies y subespecies endémicas vegetales, y animales como la mojarra desnuda, la lagartija de las rocas, la rana de Somuncurá, algunas subespecies del piche patagónico y un habitante de las rocas: el pilquín o chinchillón.
El área natural protegida Meseta de Somuncurá de la provincia de Río Negro fue creada por decreto provincial N.º 356/1986, sus límites fueron establecidos por decreto provincial N.º 1437/2004 y su plan de manejo aprobado por decreto provincial N.º 465/2008. Fue incorporada al régimen provincial de áreas naturales protegidas de la ley N.º 2669 de 1993, pero en la práctica no se llevaron a cabo ninguna de las acciones necesarias para su preservación. Es administrada por el Servicio Provincial de Áreas Naturales Protegidas.

## Toponimia
Somuncurá proviene del idioma mapuche y significa 'piedra' (= kura) 'que suena' o 'habla' (= somun, que deriva de zungun). Esto se relaciona con el sonido de las rocas, mayormente basaltos, en relación, a su vez, con el sonido del viento.

## Poblados cercanos
- Aguada Cecilio
- Chacras de Telsen
- Chipauquil
- Cona Niyeu
- El Caín
- Barril Niyeo
- Gan Gan
- Los Menucos
- Maquinchao
- Ministro Ramos Mexía
- Rincón Treneta
- Talagapa
- Telsen
- Valcheta